# NGC 2715
إن جي سي 2715 مجرة حلزونية على بعد يقدر بحوالي 62 مليون سنة ضوئية في اتجاه كوكبة الزرافة
تم اكتشافها في عام 1871 من قبل الفلكي الفرنسي ألفونس لويس نيكولا بورالي.

## اقرأ أيضا
- إن جي سي 1502
- أن جي سي 2363-v1